# 約克河 (維吉尼亞州)
約克河（英語：York River）是一條長64公里的河流，可航行出海口，位於美國的維吉尼亞東部，維吉尼亞半島的北方。寬度從1.6 公里至4公里，它河口直通切薩皮克灣的西邊。在美國革命戰爭和美國內戰時十分重要。
1781年10月美國革命戰爭期間，維吉尼亞半島之爭是決定性的戰爭，康華里在約克鎮中發現自己已經被乔治·华盛顿和法國艦隊重重包圍，最後他被迫投降，結束了美國革命戰爭。